# Chris McClarney
Chris McClarney (Nashville, 30 de noviembre de 1979) es un cantante estadounidense de música cristiana contemporánea, especialmente conocido por su composición Your Love Never Fails (Tu amor nunca falla), con la cual ha obtenido gran atención en el ambiente de la música cristiana. En cuestión de meses, “Your Love Never Fails” alcanzó el Top 100 de iTunes en las listas de popularidad de música cristiana. El tema más tarde ha sido incluido en al menos quince compilaciones importantes de música cristiana, y además fue covereado por la banda Jesus Culture. 
Chris pasó quince años como líder de alabanza en una iglesia, y posteriormente pasó seis años en la iglesia Grace Center en Franklin, Tennessee.
Su álbum debut incluye una versión del himno clásico de Fanny Crosby, "Blessed Assurance".

## Discografía
- Defender (2010) [Kingsway]
- Introducing Chris McClarney (2010)  [Kingsway]
- Love Never Fails (2008) (Independiente)
- Everything and Nothing Less (Live) (2015) (Independiente)